# Вилнев сир Лот
Вилнев сир Лот (фр. Villeneuve-sur-Lot) град је у Француској, у департману Лот и Гарона.
По подацима из 1999. године број становника у месту је био 22.782.

## Демографија
| 1962.  | 1968.  | 1975.  | 1982.  | 1990.  | 1999.  | 2011.  |
| ------ | ------ | ------ | ------ | ------ | ------ | ------ |
| 17.295 | 21.682 | 22.307 | 23.045 | 22.782 | 22.782 | 23.232 |

## Партнерски градови
- Сан Дона ди Пијаве
- Нојштат бај Кобург
- Авила
- Bouaké
- Нојштат